# Talk show
A talk show (vagy chat show, magyarul beszélgetős műsor) olyan műsorformátum, amelyben a műsorvezető (házigazda) meghív a stúdióba egy embert (vagy embereket), és egy adott témáról beszélgetnek. A talk show-kat élő közönség előtt veszik fel. A talk show-kat televízióban és rádióban egyaránt közvetítik. A formátum kifejezetten a beszélgetésre épül. A beszélgetés vagy egy interjú, vagy egy szimpla beszélgetés keretében zajlik, a témák pedig általában a fontos társadalmi, politikai vagy vallási események. A talk show-k jellemzője, hogy minden epizódban más témáról beszélnek.

## Története
A talk show-k a televízió kezdete óta léteznek. Joe Franklin műsorvezető vezette az első televíziós talk show-t. A műsor 1951-ben kezdődött a WABC-TV nevű televíziós csatornán, 1962-ben átköltözött a WWOR-TV csatornára, ahol 1993-ig futott. Az NBC The Tonight Showja a világ leghosszabb ideje futó talk show-ja, 1954-ben mutatták be, és a mai napig fut. Az ír The Late Late Show a második leghosszabb ideje futó talk show, és a leghosszabb ideje futó talk show Európában, a műsor 1962-ben debütált. 
A világ leghosszabb talk show-jának rekordját sokáig a nepáli Rabi Lamichhane tartotta, aki 2013. április 11-től április 13-ig, 62 órán keresztül vezette a műsort, ezzel megdöntve két ukrán rekordját, akik 52 óráig vezettek egy talk show-t. 2014 novemberében két szír műsorvezető, Areej Zayyat és Rain al-Mayla’a  már 70 óra és 5 percig volt a kamerák előtt. 2019-ben új rekord született: két német youtuber, Sebastian Meinberg és Ariane Alter talkshow-ja 72 órán át tartott, így 115 perccel meghaladták a korábbi időtartamot; a három nap alatt száz vendéggel beszélgettek.